# Otto Schultze
Otto Schultze (Oldemburgo, 11 de mayo de 1884 - Hamburgo, 22 de enero de 1966) fue un marino alemán que terminó la Segunda Guerra Mundial como almirante general y fue condecorado por la medalla Pour le Mérite.

## Carrera militar
Schultze ingresó como guardiamarina el 7 de abril de 1900 en la Armada Imperial y sirvió en la Primera Guerra Mundial, primero como oficial del destino (Rollenoffizier) en el Acorazado SMS König. En 1915 se formó como comandante de submarino y recibió el mando del U 63. A mediados de diciembre de 1917 fue relevado y hasta el fin de la Guerra fue primer oficial de estado mayor del Comandante de Submarinos del Mediterráneo. Simultáneamente, del 20 de enero al 12 de mayo de 1918, fue Jefe de la primera flotilla de U-Boote.
Después de ser admitido en la Reichsmarine, Schultze fue principalmente empleado en destinos de estado mayor. De 1927 a 1929 fue comandante del navío de línea SMS Elsaß. del 28 de septiembre de 1929 al 26 de febrero de 1930, fue Comandante Naval de Kiel y por ello también comandante del Canal de Kiel, pasando luego a Inspector de Educación de la Armada, cargo en el que ascendió a contraalmirante el 1 de abril de 1931.
En octubre de 1933, Schultze fue nombrado Jefe de la Estación Naval del Mar del Norte y sucesivamente ascendido a vicealmirante (1934) y almirante (1936). Tras cuatro años en ese puesto, se jubiló en 1937.
Tras la movilización de agosto de 1939, Schultze fue reactivado en su antiguo cargo, ya que quien entonces lo ocupaba, Alfred Saalwächter, fue trasladado como comandante del Comando de Grupo Naval del Oeste, creado para la situación bélica. Sin embargo, apenas tres meses después, fue retirado a la Reserva a las órdenes del Führer. Desde marzo de 1941 hasta agosto de 1942, volvió a desempeñar un último cargo, el de Almirante al Mando de Francia. Poco antes de su jubilación definitiva, Schultze ascendió a almirante general el 31 de agosto de 1942.

## Condecoraciones
- Cruz de hierro (1914) de 2.ª y 1.ª Clase[1]
- Cruz de caballero de la Real Orden de la Casa de Hohenzollern con Espadas[1]
- Pour le Mérite,[1] el 18 de marzo de 1918
- Medalla de la Guerra Submarina (1918)[1]
- Cruz de Servicios Distinguidos de Prusia[1]
- Cruz de caballero de Segunda Clase de la Casa y de la Orden del Mérito del Duque Pedro Federico Luis con Espadas[1]
- Cruz de Federico Augusto de 2.ª y 1.ª Clase[1]
- Orden de la Corona de Hierro de 3.ª Clase con la Condecoración de Guerra[1]
- Cruz del Mérito Militar de Austria de 3.ª Clase con la Condecoración de Guerra[1]
- Medalla de Plata Liakat con Espadas[1]
- Media Luna de Hierro[1]
- Medalla de Servicios Distinguidos de la Wehrmacht desde la 4.ª a la 1.ª clase.
- Broche de la Cruz de Hierro de 2.ª Clase
- Cruz de Méritos de Guerra (1939) de 2.ª y 1.ª Clase con Espadas
- Cruz alemana de Plata, el 31 de agosto de 1942